# Ottone II di Bentheim
Ottone II di Bentheim, in olandese Otto II van Bentheim; in tedesco Otto II. (Bentheim-Tecklenburg) (... – dopo il 1279), fu Conte di Bentheim, dal 1248 e conte di Tecklenburg dal 1264 fino alla sua morte.

## Origine
Secondo il documento n° XXV del Codex diplomatum Benthemiensi, Ottone era il figlio primogenito del conte di Bentheim, Baldovino I e della moglie, Jutta, di cui non conosciamo gli ascendenti.
Baldovino I di Bentheim, secondo il documento nº 259 dell'Oorkondenboek Holland era il figlio secondogenito del conte di Bentheim, Ottone I e dell'erede di Geldermalsen, Alverada di Cuyk-Arnsberg (ca. 1160-1230 circa), figlia del conte Goffredo I di Cuijk (ca. 1100-1167 circa) e della moglie, Ida di Arnsberg e sorella del conte Enrico I di Arnsberg (ca. 1128 -1200), che secondo gli Annales Egmundani, nel corso del 1172, come confermano gli Annales Egmundani.

## Biografia
Molte notizie su Ottone II di Bentheim (citato come Ottone V), si possono reperire dalla Historiæ antiquissimæ comitatus Benthemiensis libri tres; Il capitolo V del libro III della è dedicato completamente a Ottone.
Ottone si era sposato, prima del 1246; infatti, in quella data, viene citato nel documento n° XXV del Codex diplomatum Benthemiensi, inerente a una donazione fatta col padre Baldovino I, in suffragio dell'anima della rispettiva madre e moglie, viene citata anche la moglie di Ottone II, Edvige di Tecklenburg (Ottonis et coniugis ipsius Helewigis), figlia del conte di Tecklenburg, Ottone ( † 1263), e di Mectilde di Holstein, figlia del conte dell'Holstein, Adolfo e di Adelaide di Querfurt.
Dopo la morte del suocero, Ottone di Tecklenburg, nel 1263, la moglie Edvige ereditò il titolo, e già nel documento n° XXXV del Codex diplomatum Benthemiensi, del 1264, inerente ad una donazione, sia lui che la moglie Edvige sono citati come conte e contessa di Tecklenburg.
Tre anni dopo, col documento n° XXXVI del Codex diplomatum Benthemiensi, del 1267, Ottone II donò il feudo do Malsen (totum dominium nostrum in Malsen), al fratello Egberto (fratri nostro Egberto), con l'approvazione del figlio, Ottone e del nipote Liudolfo.

## Discendenza
Ottone da Edvigeebbe tre figli:
- Ottone[9] († 1285), conte di Tecklenburg
- Egberto († prima del 25 giugno 1307), secondo il documento n° XL del Codex diplomatum Benthemiensi, del 1277, succedette al padre, nella contea di Bentheim[12]
- Gertrude, badessa di Metelen dal 1287, alla sua morte